# Miesea evelinae
Miesea evelinae är en snäckart som först beskrevs av Er. Marcus 1957.  Miesea evelinae ingår i släktet Miesea och familjen Dotoidae. Inga underarter finns listade i Catalogue of Life.